# Christopher Hampton
Christopher James Hampton (26 de enero de 1946) es un dramaturgo, guionista, traductor y director de cine británico. Es conocido por su adaptación de la novela Las amistades peligrosas, llevada al cine con el mismo título (1988). Posteriormente escribió el guion para la adaptación de la película de Ian McEwan Expiación.

## Biografía
Hampton nació en la isla Fayal (Azores), hijo de Dorothy Patience y Bernard Patrick Hampton, ingeniero de telecomunicaciones marino. El trabajo del padre obligó a la familia a viajar por las ciudades de Adén y Alejandría en Egipto, Hong Kong y, más tarde, Zanzíbar. Durante la Guerra del Sinaí de 1956, huyeron en secreto, dejando atrás sus posesiones.
Tras realizar su etapa escolar en Reigate (Surrey), Hampton asistió a un internado en Lancing (Sussex Occidental). Fue compañero del futuro guionista David Hare y alumno del poeta Harry Guest. Más tarde, en 1964, estudió en el New College (Oxford), donde se graduó en 1968.

## Carrera
Hampton se aficionó al teatro mientras estudiaba en la Universidad de Oxford. Allí colaboró con la Oxford University Dramatic Society (OUDS) escribiendo la obra When Did You Last See My Mother?, una obra sobre la homosexualidad adolescente, reflejando sus propias experiencias en Lancing. Hampton envió el trabajo al agente Peggy Ramsay, que se lo mostró a William Gaskill. La obra se representó en el Royal Court Theatre de Londres, y luego en la Comedy Theatre. Hampton se convirtió en el escritor más joven del West End theater.
En 1988, Hampton ganó el Óscar al Mejor Guion Adaptado por la película Las amistades peligrosas. También fue nominado en 2007 por el guion de la película  Expiación , de una novela de Ian McEwan.

## Obra
- 1964 – When Did You Last See My Mother?
- 1967 – Total Eclipse
- 1969 – The Philanthropist
- 1973 – Savages
- 1975 – Treats
- 1984 – Tales From Hollywood
- 1991 – White Chameleon
- 1994 – Alice's Adventures Under Ground
- 2002 – The Talking Cure
- 2012 – Appomattox[7]

## Musicales
- 1993 – Sunset Boulevard, con Don Black, de Andrew Lloyd Webber.
- 2001-2004 – Dracula, The Musical, con Don Black, de Frank Wildhorn.
- 2012 – Rebecca.
- 2013 – Stephen Ward the Musical, con Don Black, de Andrew Lloyd Webber.[8]

## Adaptaciones
- 1977 – Tales from the Vienna Woods, de Ödön von Horváth.
- 1982 – The Portage to San Cristobal of A.H., de la novela de George Steiner.
- 1983 – Tartufo, Molière.
- 1985 – Las amistades peligrosas, de la novela de Choderlos de Laclos para la Royal Shakespeare Company.
- 1993 – Sunset Boulevard, de Andrew Lloyd Webber.
- 2001-2004 – Dracula, The Musical, de Frank Wildhorn.
- 2006 – Embers,[4] de la novela de Sándor Márai.
- 2009 – The Age of the Fish, de la novela de Ödön von Horváth para el Theater in der Josefstadt.

## Filmografía
- 1973 – A Doll's House, de Henrik Ibsen, dirigida por Patrick Garland.
- 1977 – Able's Will, dirigida por Stephen Frears para la BBC.
- 1979 – Tales from the Vienna Woods, de Maximilian Schell.
- 1981 – The History Man, de Malcolm Bradbury para la BBC.
- 1983 – Beyond the Limit.
- 1984 – The Honorary Consul, de Graham Greene.
- 1986 – The Wolf at the Door.
- 1986 – Hotel du Lac, de Anita Brookner.
- 1986 – The Good Father, de Peter Prince.
- 1986 – Arriving Tuesday (productor).
- 1988 – Dangerous Liaisons, de Stephen Frears.
- 1989 – Tales from Hollywood, adaptación para la BBC.
- 1989 – The Ginger Tree, de Oswald Wynd para la BBC.
- 1995 – Carrington (guionista/director)
- 1995 – Total Eclipse, dirigida por Agnieszka Holland.
- 1996 – Mary Reilly, de Valerie Martin, dirigida por Stephen Frears y protagonizada por Julia Roberts y John Malkovich.
- 1996 – The Secret Agent, de Joseph Conrad.
- 2002 – The Quiet American, de Graham Greene.
- 2003 – Imagining Argentina (guionista/director)
- 2007 – Atonement, de Joe Wright.
- 2009 – Chéri (guionista)
- 2009 – Sunset Boulevard, musical sobre la película homónima de Billy Wilder.
- 2011 – A Dangerous Method, dirigida por David Cronenberg.
- 2012 – Ali and Nino, de Kurban Said.[9]
- 2013 - The Thirteenth Tale for BBC.

## Versiones
- The Seagull
- Uncle Vanya
- Hedda Gabler
- Don Juan de Molière.
- 1973 – A Doll's House.
- 1996 – Art, de Yasmina Reza.
- 1998 – An Enemy of the People.
- 2000 – Conversations After a Burial, de Yasmina Reza.
- 2001 – Life x 3, de Yasmina Reza.
- 2008 – God of Carnage, de Yasmina Reza.
- 2010 – Rebecca, de Michael Kunze.
- 2014 – The Father, de Florian Zeller.
- 2015 – The Mother de Florian Zeller.
- 2016 – La Vérité, de Florian Zeller.
- 2017 – The Lie, de Florian Zeller.

## Libretos
- 2005 – Waiting for the Barbarians, música de Philip Glass.
- 2007 – Appomattox, música de Philip Glass.
- 2014 – The Trial, música de Philip Glass.

## Premios y distinciones
Premios Óscar
| Año  | Categoría            | Película           | Resultado |
| ---- | -------------------- | ------------------ | --------- |
| 1989 | Mejor guion adaptado | Dangerous Liaisons | Ganador   |
| 2008 | Mejor guion adaptado | Atonement          | Nominado  |

Festival Internacional de Cine de Cannes
| Año  | Categoría                  | Película   | Resultado |
| ---- | -------------------------- | ---------- | --------- |
| 1995 | Premio Especial del Jurado | Carrington | Ganador   |